# テン・イヤーズ・アフター
テン・イヤーズ・アフター（Ten Years After）は、イングランドのブルースロック・バンドである。
1960年代に隆盛したハードブルースの代表的グループ。後のハードロックを形成する過渡期において、重要な役割を果たした。1974年に解散したが、1980年代以降から再始動している。

## 概要
ブルースをベースにジャズやリズム・アンド・ブルースなど、多様なセンスを持ったハードロックの原型とも言える楽曲をプレイしていた。ギタリストのアルヴィン・リーが弾くマシンガン・ピッキングは当時のギターの中でも異彩を放っている。
バンド名は「バンドが10年後も存続しているように」という願いに由来する。1974年に解散したため叶わなかったが、その後に再結成した。

## 略歴

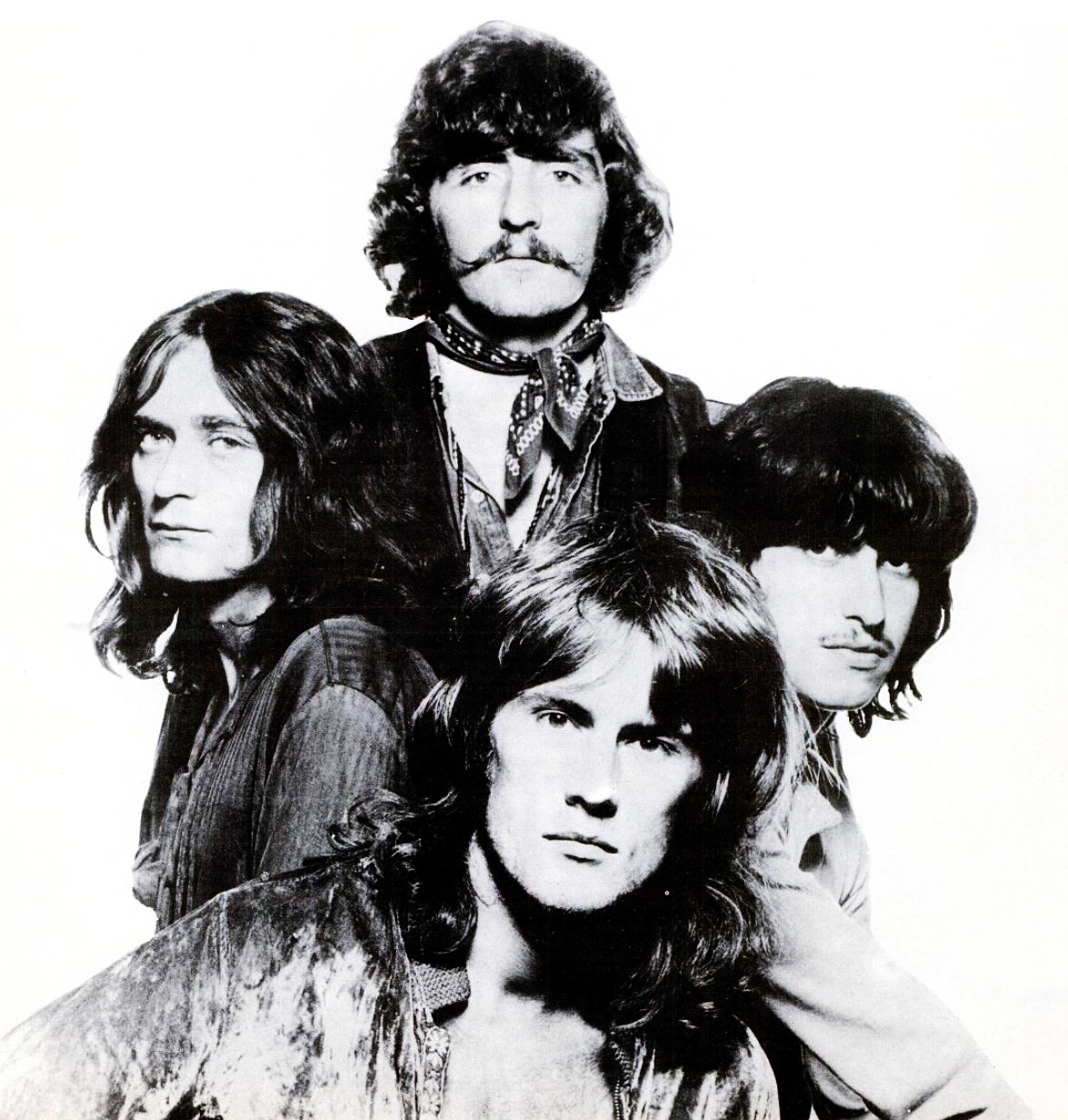
1970年。上から時計回りにレオ・ライオンズ、リック・リー、アルヴィン・リー、チック・チャーチル。

1961年頃、ノッティンガムにてイヴァン・ジェイを中心として発足。翌1962年に「The Jaybirds」を結成。1965年にロンドンへ進出し、メンバーの変遷を経た翌1966年からアルヴィン・リー（ボーカル、ギター）、レオ・ライオンズ（ベース）、リック・リー（ドラムス）、チック・チャーチル（キーボード）の顔ぶれで「テン・イヤーズ・アフター」を名乗って活動を開始した。
1967年、セルフタイトルのファースト・アルバムで早くも賞賛を受け、1968年には初の全米ツアーを行った。1969年8月には「ウッドストック・フェスティバル」に出演して、「アイム・ゴーイング・ホーム」の演奏で人気を確固たるものとした。
1972年5月に「プロコル・ハルム」とのジョイント・コンサートで初来日を果たす。1973年6月、アルバート・ハモンドを伴って再来日を果たした際、ライオンズのあまりにも激しいプレイのため、ベース・ギターの弦が切れたのは有名である。
1974年に解散。アルヴィン・リーはソロで活躍した。ライオンズはマイケル・シェンカー時代の「UFO」の音楽プロデューサーとして名を馳せた。
1975年、アメリカでのフェアウェル・コンサートのため一時的に再結成し、8月4日のサンフランシスコのウィンターランドでのコンサートなどを行なった。1983年には8月28日のレディング・フェスティバルに出演するために再結成し、それに先立って7月1日のロンドン「マーキークラブ25周年記念コンサート」にも出演した。

### 再始動

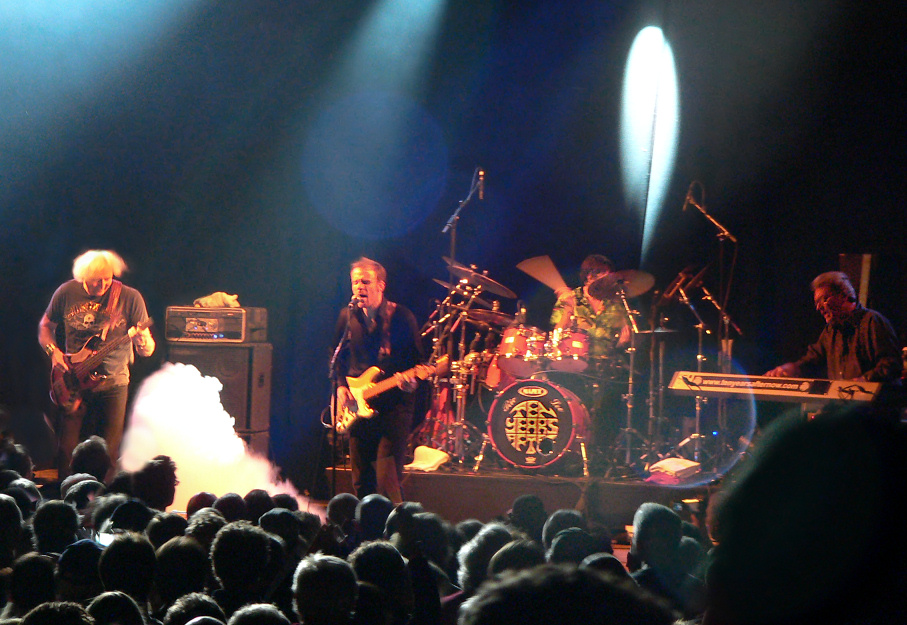
ドイツ・ハノーファー公演 (2009年8月)

1988年頃から本格的に再始動し、翌年8月に15年ぶりのアルバム『アバウト・タイム』を発表。
2003年、アルヴィン・リーに代わり、ジョー・グーチが加入。
自主レーベル「Ten Years After Records」を設立し、2004年に第一弾アルバム『Now』を発表。
2013年3月6日、アルヴィン・リーがスペインにて外科手術の際の予期せぬ合併症のため死去。同年12月30日、ライオンズ、グーチが脱退し、「Hundred Seventy Split」の活動に専念する。
2014年、マーカス・ボンファンティ（ギター/ボーカル）、コリン・ホッジキンソン（ベース）が加入。
2017年、9年ぶり13枚目のアルバム『A Sting in the Tale』を発表。
2024年9月、リック・リー、チャーチル、ボンファンティ、ホッジキンソンのラインナップが終了し、2025年初頭に新しいラインナップを公開する予定であるとリック・リーより発表された。

## メンバー

### 現ラインナップ
- マーカス・ボンファンティ (Marcus Bonfanti) - ボーカル、ギター (2014年– )
- チック・チャーチル (Chick Churchill) - キーボード (1966年– )
- コリン・ホッジキンソン (Colin Hodgkinson) - ベース (2014年– )
- リック・リー (Ric Lee) - ドラムス (1966年– )

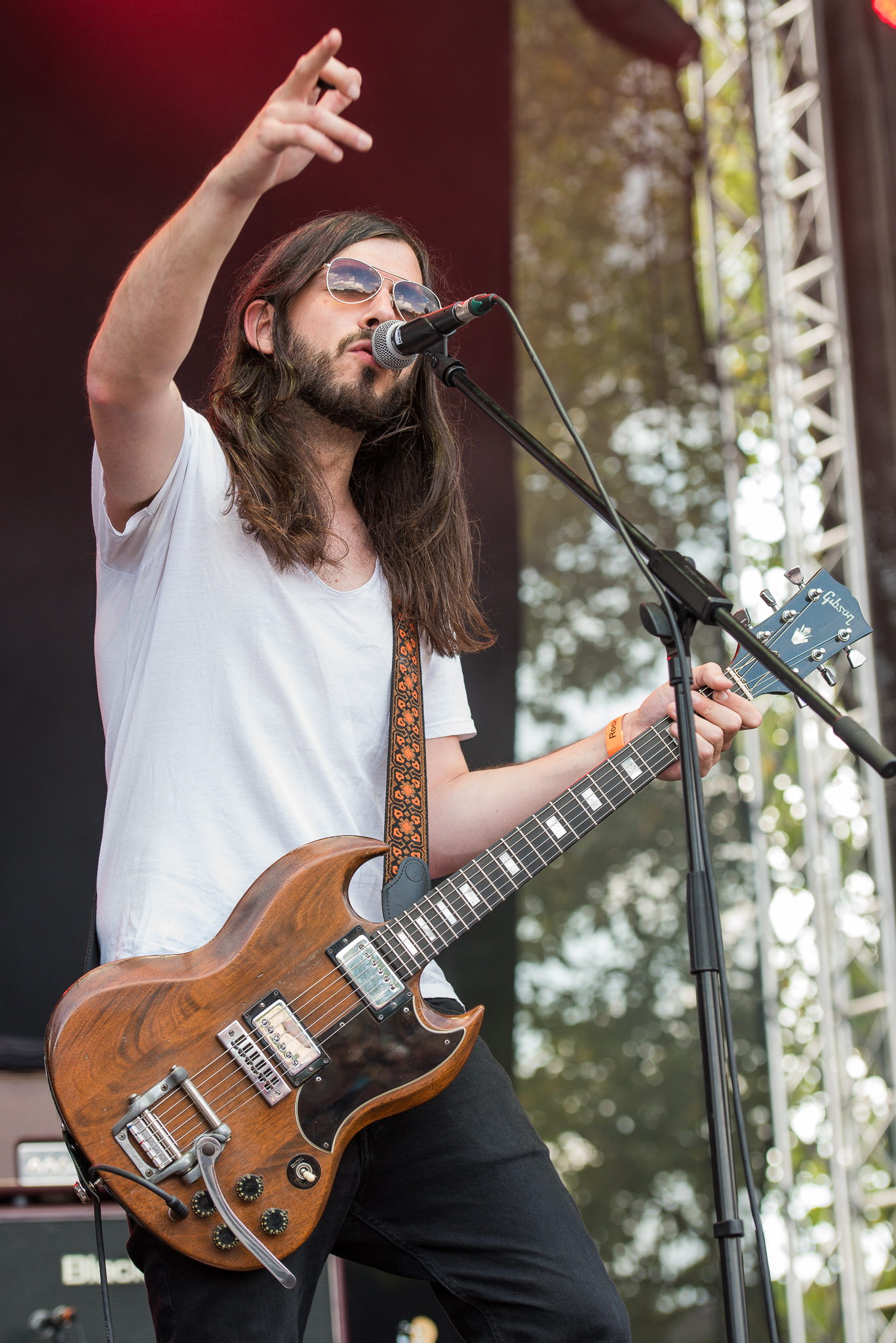
マーカス・ボンファンティ(Vo/G) 2015年
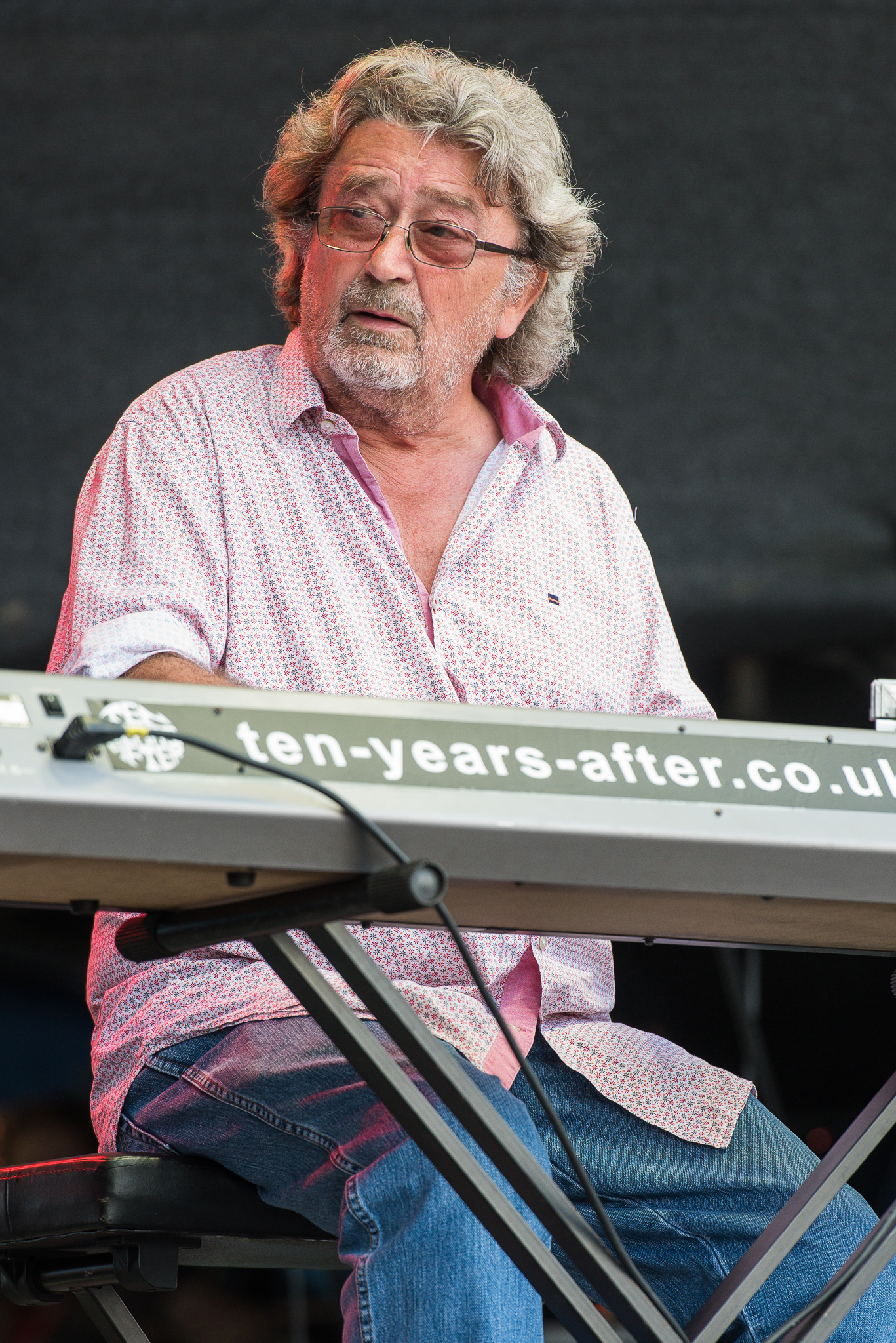
チック・チャーチル(Key) 2015年
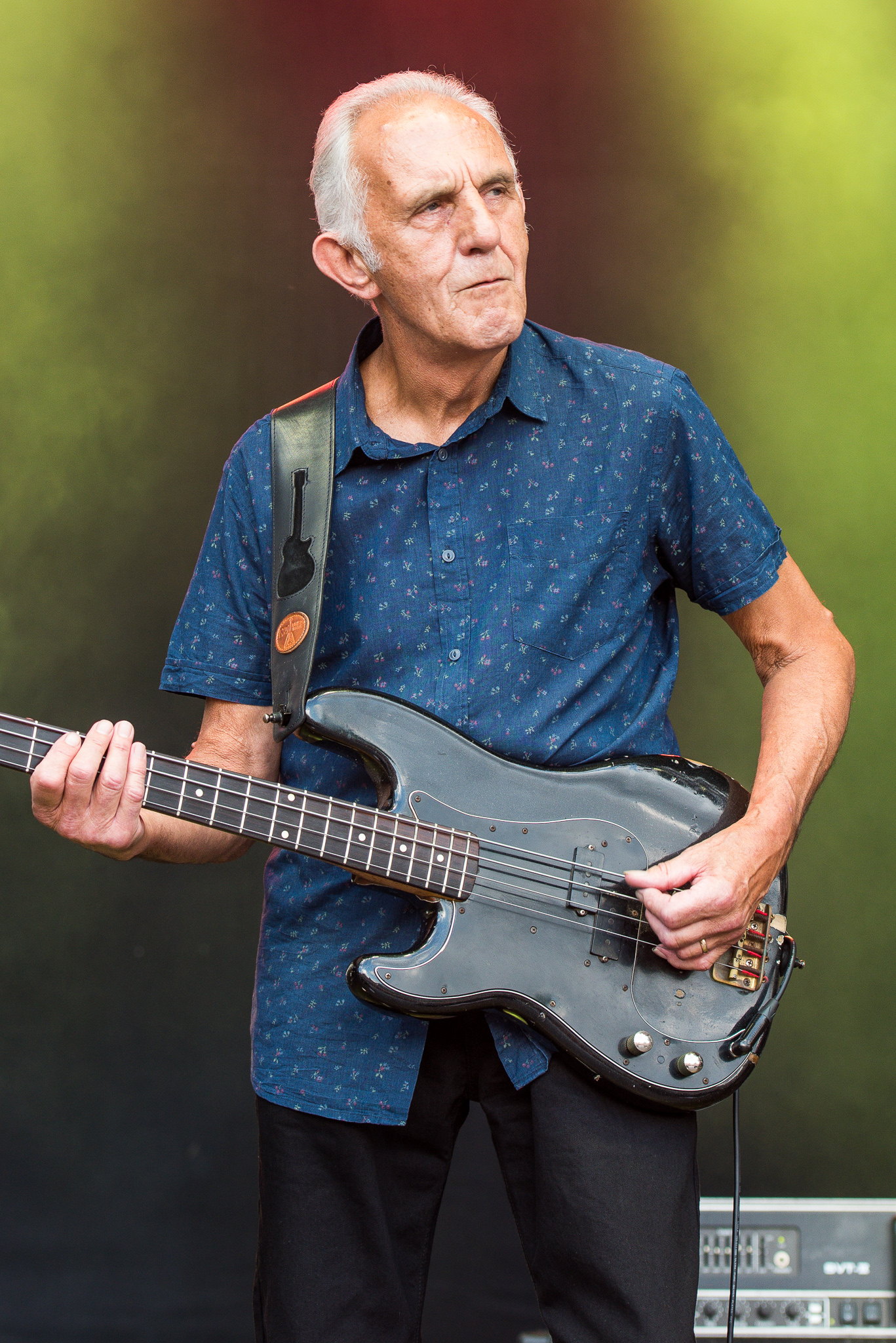
コリン・ホッジキンソン(B) 2015年
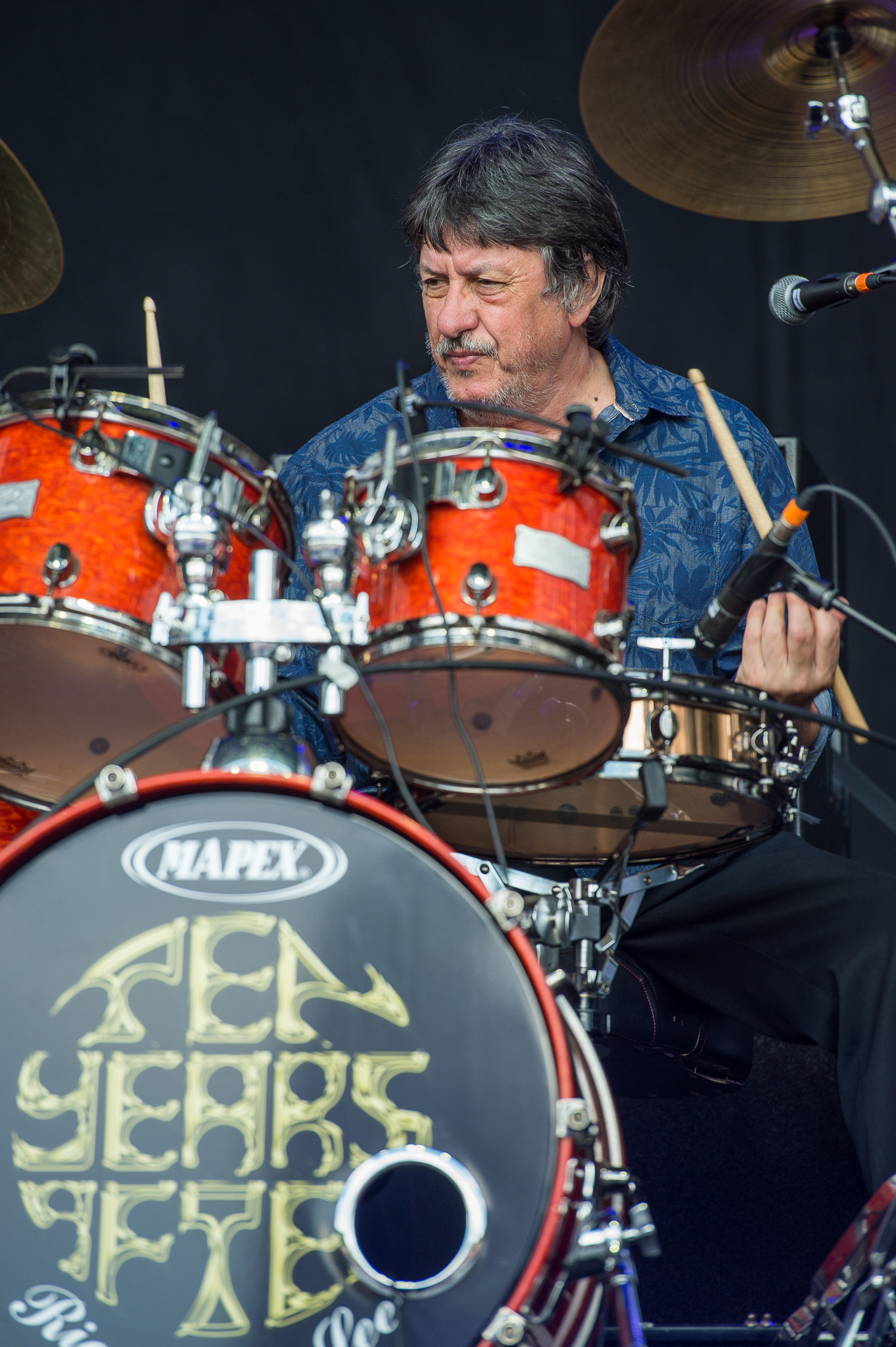
リック・リー(Ds) 2015年

### 旧メンバー

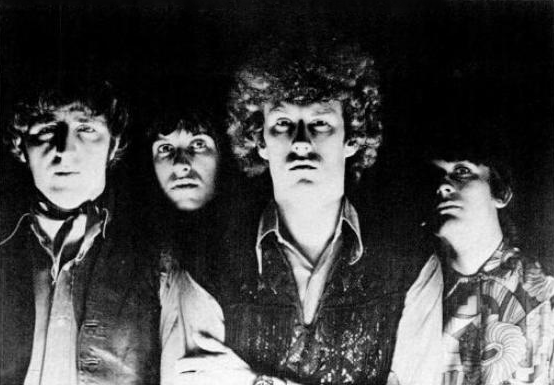
1968年のグループショット

- アルヴィン・リー (Alvin Lee) - ボーカル、ギター、ブルースハープ (1966年–2003年) ※2013年死去
- レオ・ライオンズ (Leo Lyons) - ベース (1966年–2014年)
- ジョー・グーチ (Joe Gooch) - ボーカル、ギター (2003年–2014年)

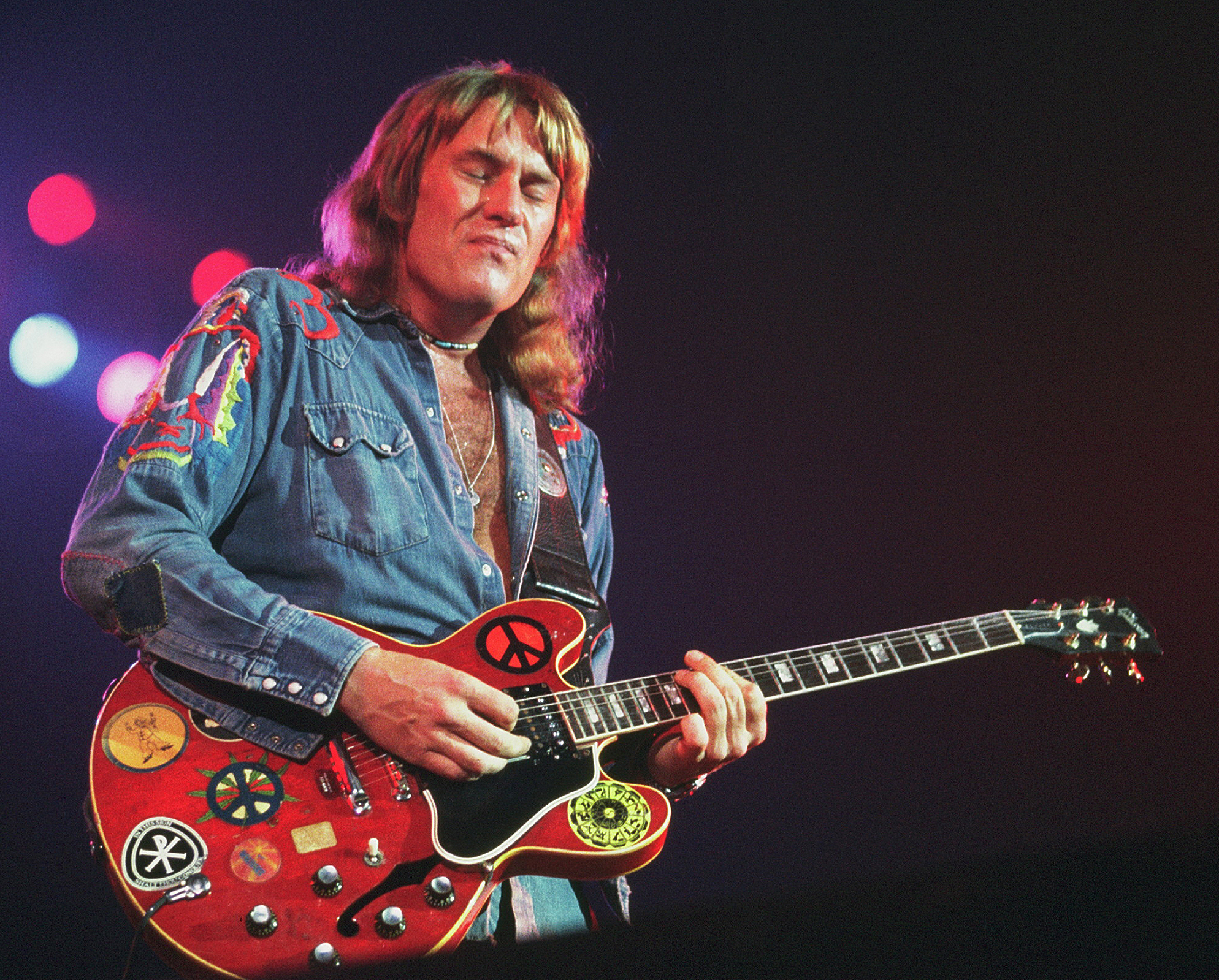
アルヴィン・リー(Vo/G) 1975年
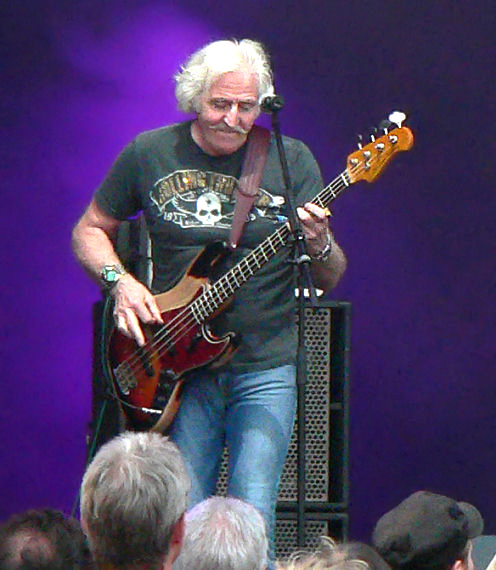
レオ・ライオンズ(B) 2009年
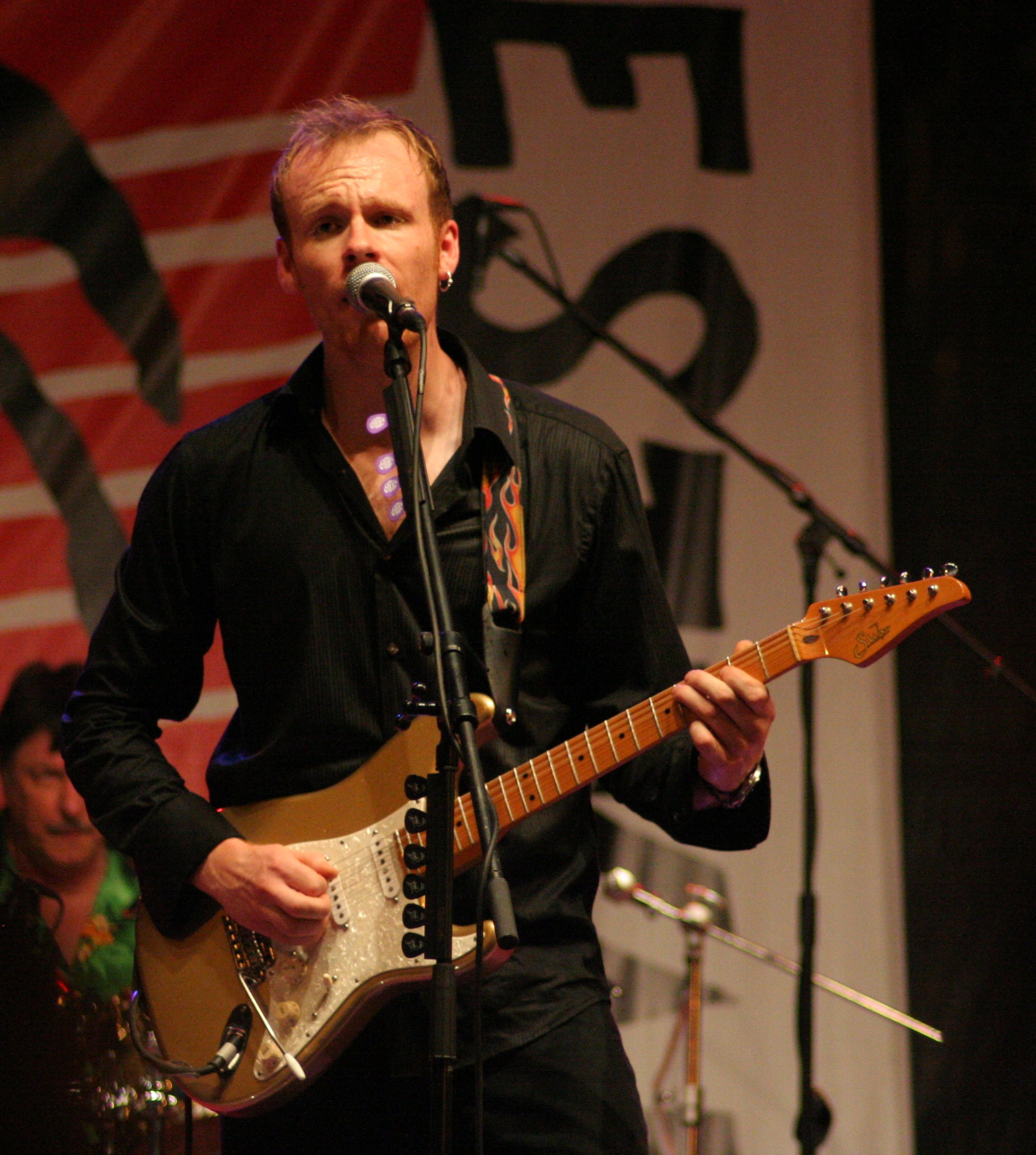
ジョー・グーチ(Vo/G) 2009年

## ディスコグラフィ

### スタジオ・アルバム
- 『テン・イヤーズ・アフター・ファースト』 - Ten Years After (1967年)
- 『ストーンドヘンジ』 - Stonedhenge (1969年)
- 『夜明けのない朝』 - Ssssh (1969年)
- 『クリックルウッド・グリーン』 - Cricklewood Green (1970年)
- 『ワット』 - Watt (1970年)
- 『スペース・イン・タイム』 - A Space in Time (1971年)
- 『ロックンロール・ミュージック・トゥ・ザ・ワールド』 - Rock & Roll Music to the World (1972年)
- 『バイブレーションズ』 - Positive Vibrations (1974年)
- 『アバウト・タイム』 - About Time (1989年)
- Now (2004年)
- Roadworks (2005年)
- Evolution (2008年)
- A Sting in the Tale (2017年)

### ライブ・アルバム
- 『イン・コンサート』 - Undead (1968年)
- 『ライヴ!』 - Recorded Live (1973年)
- 『ライヴ・アット・ザ・フィルモア・イースト』 - Live at the Fillmore East 1970 (2001年)
- Roadworks (2005年)
- The Name Remains the Same (2014年)

## 日本公演
出典。

### 1972年
- 5月4日 東京・日本武道館
- 5月6日 大阪・大阪厚生年金会館
- 5月7日 大阪・フェスティバルホール

### 1973年
- 5月18日 名古屋・名古屋市公会堂
- 5月19日 京都・京都会館
- 5月21日 大阪・大阪厚生年金会館
- 5月22日 大阪・大阪厚生年金会館
- 5月23日 東京・日本武道館